# Coelho-de-amami
O coelho-de-amami (Pentalagus furnessi), também chamado de coelho-das-riukiu, é encontrado em duas pequenas ilhas, Amami Oshima e Tokunoshima, doJapão. É a única espécie conhecida do género Pentalagus.